# العلاقات الباكستانية الليبية
العلاقات الباكستانية الليبية هي العلاقات الثنائية التي تجمع بين باكستان وليبيا.

## مقارنة بين البلدين
هذه مقارنة عامة ومرجعية للدولتين:
| وجه المقارنة                                              | باكستان                     | ليبيا                                       |
| --------------------------------------------------------- | --------------------------- | ------------------------------------------- |
| المساحة (كم2)                                             | 881.91 ألف                  | 1.76 مليون                                  |
| عدد السكان (نسمة)                                         | 197.02 مليون                | 6.37 مليون                                  |
| الكثافة السكانية (ن./كم²)                                 | 223.4                       | 3.62                                        |
| العاصمة                                                   | إسلام آباد                  | طرابلس                                      |
| اللغة الرسمية                                             | لغة إنجليزية، اللغة الأردية | اللغة العربية، اللغة العربية الفصحى الحديثة |
| العملة                                                    | روبية باكستانية             | دينار ليبي                                  |
| الناتج المحلي الإجمالي (بليون دولار)                      | 304.95 مليار                | 50.98 مليار                                 |
| الناتج المحلي الإجمالي (تعادل القوة الشرائية) بليون دولار | 946.67 مليار                | 69.32 مليار                                 |
| الناتج المحلي الإجمالي الاسمي للفرد دولار أمريكي          | 1.43 ألف                    |                                             |
| الناتج المحلي الإجمالي للفرد دولار أمريكي                 | 4.81 ألف                    | 15.60 ألف                                   |
| مؤشر التنمية البشرية                                      | 0.538                       | 0.724                                       |
| رمز المكالمات الدولي                                      | +92                         | +218                                        |
| رمز الإنترنت                                              | .pk                         | .ly                                         |
| المنطقة الزمنية                                           | ت ع م+05:00                 | ت ع م+02:00، توقيت شرق أوروبا               |

## منظمات دولية مشتركة
يشترك البلدان في عضوية مجموعة من المنظمات الدولية، منها:
| علم المنظمة | اسم المنظمة                        | تاريخ انضمام باكستان | تاريخ انضمام ليبيا |
| ----------- | ---------------------------------- | -------------------- | ------------------ |
|             | يونسكو                             | 14 سبتمبر 1949       | 27 يونيو 1953      |
|             | وكالة ضمان الاستثمار متعدد الأطراف | 12 أبريل 1988        | 5 أبريل 1993       |
|             | الأمم المتحدة                      | 30 سبتمبر 1947       | 14 ديسمبر 1955     |
|             | الاتحاد البريدي العالمي            | ?                    | ?                  |
|             | البنك الدولي للإنشاء والتعمير      | 11 يوليو 1950        | 17 سبتمبر 1958     |
|             | منظمة التعاون الإسلامي             | ?                    | ?                  |
|             | منظمة حظر الأسلحة الكيميائية       | ?                    | ?                  |
|             | الاتحاد الدولي للاتصالات           | 26 أغسطس 1947        | 3 فبراير 1953      |
|             | مؤسسة التمويل الدولية              | 20 يوليو 1956        | 18 سبتمبر 1958     |
|             | منظمة الشرطة الجنائية الدولية      | ?                    | ?                  |

## وصلات خارجية
- موقع وزارة الخارجية الباكستانية
- موقع وزارة الخارجية الليبية